# Rugby Football Union for Women
La Rugby Football Union for Women (RFUW) fue el órgano rector del rugby femenino en Inglaterra hasta 2014, cuando se fusionó con la Rugby Football Union para ser un solo órgano de gobierno nacional. La sede se encuentra en el Estadio Twickenham de Londres.

## Historia
El rugby femenino se jugó por primera vez en serio en Gran Bretaña a fines de la década de 1970. Los primeros equipos se establecieron a través de la red de estudiantes e incluyeron la Universidad de Keele, el University College of London, el Imperial College, la York University y el St Mary's Hospital.
Desde 1983 hasta mayo de 1994, el Rugby Femenino en Inglaterra, y en todo el Reino Unido, fue dirigido por la Rugby Football Union for Women (WRFU). Cuando se formó, había 12 equipos fundadores como miembros: Leicester Polytechnic, Sheffield University, UCL, University of Keele, Warwick University, Imperial College, Leeds University, Magor Maidens, York University y Loughborough University.
En 1992, Irlanda se separó de la WRFU, seguida un año más tarde por Escocia. Como resultado, en 1994 Inglaterra y Gales también establecieron sus propios sindicatos. La Unión de Inglaterra se convirtió en la Rugby Football Union for Women (RFUW) . Hoy en día, la RFUW tiene más de 500 clubes en membresía, incluidos más de 200 clubes de personas mayores, casi 100 equipos de estudiantes, más de 200 equipos juveniles (U15 y U18) y alrededor de 50 escuelas. La mayoría de estos clubes de hoy son secciones de mujeres dentro de clubes existentes.
En septiembre de 2010, la RFUW se integró en la Rugby Football Union como un "órgano constitutivo", conservando niveles significativos de independencia en la gestión de entrenadores y equipos y, al mismo tiempo, adoptó muchas de las estructuras de la RFU, por ejemplo, las 11 regiones de la RFUW ( utilizados para el desarrollo y la identificación de talentos) fueron abolidos y reemplazados por las cuatro Divisiones RFU.
En 2017 se formó el Women's Super Rugby, que comenzará en septiembre de 2017, como reemplazo de la Women's Premiership.

## Estructura
En general, la estructura y la regulación del rugby femenino y femenino en Inglaterra es similar a la del juego masculino, lo que refleja la estrecha relación de trabajo entre la RFUW y la RFU, especialmente en el desarrollo. Sin embargo, hay una serie de diferencias significativas:

### Condados, regiones y divisiones
Aunque la administración local del juego masculino y femenino se gestiona a través de los mismos órganos constituyentes (CB), generalmente condados (como Surrey o Devon) o grupos de condados (como Notts, Lincs & Derby o Berks, Bucks). & Oxon) - antes de 2010/11, las estructuras sobre el rugby del condado eran muy diferentes.

En lugar de las cuatro divisiones utilizadas por la RFU, la RFUW dividió el país en 11 regiones. Estos variaron ligeramente a lo largo de la historia de la RFUW, pero en el momento de su abolición eran:
| - Noroeste - Noreste - Yorkshire | - East Midlands - West Midlands - Este | - Valle del Támesis - Sur - Sureste | - Suroeste (norte) - Suroeste (Sur) |

Además, mientras que las divisiones de la RFU eran (y son) en gran parte organismos de élite, el objetivo principal de las regiones de la RFUW era el desarrollo y la detección de talentos como parte del Camino de la RFUW. A partir de 2010/11, esto pasó a ser responsabilidad de las EC del condado.
En 2011, un equipo femenino de Jersey fue invitado a unirse a la liga, seguido en 2014 con un equipo de Guernsey.
Las ligas actuales son:
| Nivel | Liga(s)/División(es) | Liga(s)/División(es) | Liga(s)/División(es) | Liga(s)/División(es) | Liga(s)/División(es) | Liga(s)/División(es) | Liga(s)/División(es) | Liga(s)/División(es) |
| ----- | --- | --- | --- | --- | --- | --- | --- | --- |
| 1     | Women's Premiership (English Premiership) 10 clubes | Women's Premiership (English Premiership) 10 clubes | Women's Premiership (English Premiership) 10 clubes | Women's Premiership (English Premiership) 10 clubes | Women's Premiership (English Premiership) 10 clubes | Women's Premiership (English Premiership) 10 clubes | Women's Premiership (English Premiership) 10 clubes | Women's Premiership (English Premiership) 10 clubes |
| 2     | Women's Championship North 1 8 clubes | Women's Championship North 1 8 clubes | Women's Championship North 1 8 clubes | Women's Championship North 1 8 clubes | Women's Championship South 1 7 clubes | Women's Championship South 1 7 clubes | Women's Championship South 1 7 clubes | Women's Championship South 1 7 clubes |
| 3     | Women's Championship Midlands 2 8 clubes | Women's Championship Midlands 2 8 clubes | Women's Championship North 2 9 clubes | Women's Championship North 2 9 clubes | Women's Championship South East 2 8 clubes | Women's Championship South East 2 8 clubes | Women's Championship South West 2 8 clubes | Women's Championship South West 2 8 clubes |
| 4     | Women's National Challenge 1 6 ligas (Midlands 1, Norte 1, Sureste Norte 1, Sureste Sur 1, Sureste Oeste 1, Sudoeste 1)                                                                                    | Women's National Challenge 1 6 ligas (Midlands 1, Norte 1, Sureste Norte 1, Sureste Sur 1, Sureste Oeste 1, Sudoeste 1)                                                                                    | Women's National Challenge 1 6 ligas (Midlands 1, Norte 1, Sureste Norte 1, Sureste Sur 1, Sureste Oeste 1, Sudoeste 1)                                                                                    | Women's National Challenge 1 6 ligas (Midlands 1, Norte 1, Sureste Norte 1, Sureste Sur 1, Sureste Oeste 1, Sudoeste 1)                                                                                    | Women's National Challenge 1 6 ligas (Midlands 1, Norte 1, Sureste Norte 1, Sureste Sur 1, Sureste Oeste 1, Sudoeste 1)                                                                                    | Women's National Challenge 1 6 ligas (Midlands 1, Norte 1, Sureste Norte 1, Sureste Sur 1, Sureste Oeste 1, Sudoeste 1)                                                                                    | Women's National Challenge 1 6 ligas (Midlands 1, Norte 1, Sureste Norte 1, Sureste Sur 1, Sureste Oeste 1, Sudoeste 1)                                                                                    | Women's National Challenge 1 6 ligas (Midlands 1, Norte 1, Sureste Norte 1, Sureste Sur 1, Sureste Oeste 1, Sudoeste 1)                                                                                    |
| 5     | Women's National Challenge 2 9 ligas (Midlands 2 North, Midlands 2 South, London y SE North 2, London y SE South 2, North 2 East, North 2 West, South East East 2, South West North 2, South West South 2) | Women's National Challenge 2 9 ligas (Midlands 2 North, Midlands 2 South, London y SE North 2, London y SE South 2, North 2 East, North 2 West, South East East 2, South West North 2, South West South 2) | Women's National Challenge 2 9 ligas (Midlands 2 North, Midlands 2 South, London y SE North 2, London y SE South 2, North 2 East, North 2 West, South East East 2, South West North 2, South West South 2) | Women's National Challenge 2 9 ligas (Midlands 2 North, Midlands 2 South, London y SE North 2, London y SE South 2, North 2 East, North 2 West, South East East 2, South West North 2, South West South 2) | Women's National Challenge 2 9 ligas (Midlands 2 North, Midlands 2 South, London y SE North 2, London y SE South 2, North 2 East, North 2 West, South East East 2, South West North 2, South West South 2) | Women's National Challenge 2 9 ligas (Midlands 2 North, Midlands 2 South, London y SE North 2, London y SE South 2, North 2 East, North 2 West, South East East 2, South West North 2, South West South 2) | Women's National Challenge 2 9 ligas (Midlands 2 North, Midlands 2 South, London y SE North 2, London y SE South 2, North 2 East, North 2 West, South East East 2, South West North 2, South West South 2) | Women's National Challenge 2 9 ligas (Midlands 2 North, Midlands 2 South, London y SE North 2, London y SE South 2, North 2 East, North 2 West, South East East 2, South West North 2, South West South 2) |

### Clubes
La mayoría de los clubes senior juegan ahora en la estructura de la liga nacional de la RFUW. La RFUW también organiza una competencia de copa nacional eliminatoria y (hasta 2008) organizó un torneo nacional de 7.
El rugby juvenil se juega en dos bandas de edad de tres años, U18 (para edades de 15-17) y U15 (para edades de 12-14) - las niñas más jóvenes juegan junto a los niños en el "continuo" de la RFU. Estas bandas de edad se introdujeron en 2007 reemplazando a las bandas U17 y U14 que a su vez habían reemplazado a las bandas de edad U18 y U16 en 2004. Las niñas no pueden jugar al rugby de adultos hasta que hayan cumplido 18 años. Desde 2010/11, la mayoría de los clubes se unieron a una estructura de liga nacional introducida por la RFUW. Estos reemplazaron en gran medida las Copas Nacionales eliminatorias para los equipos U15 y U18.
La RFUW continúa organizando un torneo Nacional de 7 para equipos juveniles.

### La élite
La RFUW actualmente organiza un programa divisional en tres grupos de edad (U15, U18 y Senior), una competencia de Super Fours para los mejores jugadores y encuentros internacionales para los equipos U20, A y Full International. Así como Grupos de Desarrollo de Talento tanto a nivel U18 como U15
El primer partido de Reino Unido en Gran Bretaña tuvo lugar cuando Gran Bretaña jugó contra Francia en abril de 1986 en el Richmond Athletic Ground, Londres. Francia ganó 14 - 8. Desde entonces, Gran Bretaña ha jugado contra Holanda e Italia y ha participado en la primera Copa de Europa contra Francia, Holanda e Italia. Gran Bretaña no ha jugado desde que derrotó a Italia en 1990. Inglaterra jugó por primera vez contra Gales el 5 de abril de 1987, cuando ganó 22 - 4 en Pontypool Park, Gales. Desde entonces, todos los años se ha celebrado un partido internacional Inglaterra-Gales. Inglaterra también ha jugado ahora más partidos internacionales que cualquier otro equipo (ver aquí una lista completa).
La primera Copa Mundial Femenina de Rugby se celebró en Cardiff, Gran Bretaña en 1991. Doce países participaron en el Torneo, que se llevó a cabo durante una semana. Francia, Nueva Zelanda, EE. UU. E Inglaterra emergieron como semifinalistas, y EE. UU. Venció a Inglaterra por 19 - 6 en la final en Cardiff Arms Park. Inglaterra ganó su revancha en 1994 venciendo 38-23 en la final, y desde entonces llegó a la final en 1998 y 2006 perdiendo en ambos casos ante Nueva Zelanda, la copa del mundo de 2010 se celebró en Inglaterra, principalmente en el parque deportivo de Surrey, ahora conocido como el hogar de la RFUW. Inglaterra perdió en la final por una falta de la selección de Nueva Zelanda.
La temporada 1995/1996 vio la introducción de un Campeonato de las Naciones de Casa entre Inglaterra, Irlanda, Escocia y Gales, que Inglaterra ganó en su año inaugural. Inglaterra ganó el Campeonato todos los años excepto a partir de la temporada 1997/98, cuando Escocia lo ganó. Francia se unió a la competición en la temporada 1998/99 convirtiéndose en el Campeonato de las Cinco Naciones con Inglaterra logrando el Grand Slam.
En la temporada 2001/02, la competencia se expandió para ser conocida como el Seis Naciones Femenino e Inglaterra ganó el título más que cualquier otra nación, incluidas seis victorias consecutivas entre 2006 y 2011.